# Vexillum wolfei
Vexillum wolfei är en snäckart. Vexillum wolfei ingår i släktet Vexillum och familjen Costellariidae. Inga underarter finns listade i Catalogue of Life.